# リダー・トゥカル
リダー・トゥカル（Redha Hassan Tukar Fallatha、1975年11月29日 - ）は、サウジアラビアの元サッカー選手。元サウジアラビア代表。ポジションはディフェンダー。

## 来歴
2001年12月にサウジアラビア代表デビュー。2002 FIFAワールドカップ、2006 FIFAワールドカップにも出場、ともにグループステージ全3試合フルに出場したが、1勝もできずに敗退した。2009年までに84試合に出場、9得点をあげた。

## 代表歴

### 出場大会
- サウジアラビア代表
  - 2002 FIFAワールドカップ
  - 2006 FIFAワールドカップ

### 試合数
- 国際Aマッチ 84試合 9得点（2001年-2009年）[1]

| サウジアラビア代表 | 国際Aマッチ | 国際Aマッチ |
| 年                 | 出場        | 得点        |
| ------------------ | ----------- | ----------- |
| 2001               | 1           | 0           |
| 2002               | 13          | 1           |
| 2003               | 3           | 2           |
| 2004               | 15          | 0           |
| 2005               | 9           | 0           |
| 2006               | 19          | 1           |
| 2007               | 7           | 1           |
| 2008               | 12          | 4           |
| 2009               | 5           | 0           |
| 通算               | 84          | 9           |